# Puntius bimaculatus
Puntius bimaculatus är en fiskart som först beskrevs av Bleeker, 1863.  Puntius bimaculatus ingår i släktet Puntius och familjen karpfiskar. IUCN kategoriserar arten globalt som livskraftig. Inga underarter finns listade i Catalogue of Life.